# Acceptcard Pro Cycling
Acceptcard Pro Cycling, omtalt Team Acceptcard, var et dansk cykelhold som eksisterede fra 1998 til 1999. Det blev betragtet som Danmarks første professionelle cykelhold, og havde Henrik Elmgreen og Brian Holm som bagmænd.
Da AcceptCard stoppede sponsoratet efter 1999-sæsonen, og det ikke lykkedes at skaffe en ny hovedsponsor, lukkede holdet.

## Holdet

### 1999
| Trup 1999              | Trup 1999         | Trup 1999                    | Trup 1999 |
| Rytter                 | Fødselsdag        | Seneste hold                 |           |
| ---------------------- | ----------------- | ---------------------------- | --------- |
| Michael Andersson      | 4. marts 1967     | TVM-Farm Frites (1998)       |           |
| Tayeb Braikia          | 8. marts 1974     |                              |           |
| Stig Guldbæk           | 1. januar 1970    |                              |           |
| Danny Jonasson         | 1. oktober 1974   | Rabobank (1998)              |           |
| Jan Karlsson           | 8. februar 1966   |                              |           |
| Stig Kristiansen       | 12. august 1970   | Cykleklubben Bjørgvin (1998) |           |
| Martin Kryger          | 5. juli 1968      |                              |           |
| Jimmi Madsen           | 4. januar 1969    | Home-Jack & Jones (1999)     |           |
| Jacob Moe Rasmussen    | 19. januar 1975   |                              |           |
| Søren Petersen         | 7. oktober 1967   | Tönissteiner-Colnago (1997)  |           |
| Jakob Piil             | 9. marts 1973     |                              |           |
| Morten Sonne           | 13. november 1970 | TVM-Farm Frites (1996)       |           |
| Jens Veggerby          | 20. oktober 1962  |                              |           |
| Bjørnar Vestøl         | 28. maj 1974      |                              |           |
|                        |                   |                              |           |
| Kilde: ProCyclingStats |                   |                              |           |